# Kyeamba
Kyeamba är en ort i Australien. Den ligger i kommunen Wagga Wagga och delstaten New South Wales, i den sydöstra delen av landet, omkring 370 kilometer sydväst om delstatshuvudstaden Sydney. Antalet invånare är 213.
Runt Kyeamba är det glesbefolkat, med 12 invånare per kvadratkilometer.. Närmaste större samhälle är Little Billabong, omkring 18 kilometer sydväst om Kyeamba.
Trakten runt Kyeamba består till största delen av jordbruksmark. Genomsnittlig årsnederbörd är 867 millimeter. Den regnigaste månaden är mars, med i genomsnitt 113 mm nederbörd, och den torraste är oktober, med 42 mm nederbörd.